# Pau Donés
 (septembre 2020).
Si vous disposez d'ouvrages ou d'articles de référence ou si vous connaissez des sites web de qualité traitant du thème abordé ici, merci de compléter l'article en donnant les références utiles à sa vérifiabilité et en les liant à la section « Notes et références ».
Pau Donés Cirera, né à Barcelone, 11 octobre 1966 et mort à Bagergue le 9 juin 2020, est un chanteur, guitariste et compositeur espagnol, membre du groupe Jarabe de Palo.

## Biographie
Né à Barcelone, il obtient sa première guitare à l'âge de 12 ans.
À 15 ans, il forme un premier groupe avec son frère Marc, J. & Co. Band, et ensuite, Dentaduras Postizas. Il réalise ses premiers concerts tout en travaillant dans une agence publicitaire.
Il crée ensuite le groupe Jarabe de Palo, qui commence à être connu en automne 1996. Son premier titre, La flaca, est un succès[réf. nécessaire], qui fait connaître le groupe au printemps 1997.
En 2020, il reçoit la Médaille d'or du mérite des beaux-arts à titre posthume, décernée par le Ministère de la Culture espagnol.

## Santé
Le 1er septembre 2015, il annonce qu'il a été opéré d'un cancer du colon, raison pour laquelle il se voit obligé d'annuler les concerts de sa tournée en Espagne et en Amérique.
En octobre 2018, il annonce qu'il abandonne momentanément la musique à partir de janvier 2019.
Le 13 avril 2020, il annonce que le groupe enregistre un nouveau disque pour une publication prévue en septembre. Le disque Tragas o escupes est publié le 28 mai 2020.
Le 9 juin 2020 sa famille annonce son décès à 53 ans,.

## Discographie
Avec Jarabe de Palo
- 1996 - La flaca
- 1998 - Depende
- 2001 - De vuelta y vuelta
- 2003 - Bonito
- 2004 - 1 m2|1 m²
- 2007 - Adelantando
- 2009 - Orquesta reciclando (Jarabedepalo)|Orquesta reciclando
- 2011 - ¿Y ahora qué hacemos?
- 2014 - Somos
- 2015 - Tour americano 14-15 (CD/DVD)
- 2017 - 50 palos (10-03-2017)
- 2020 - Tragas o escupes

Autres
- 2003 - Grandes éxitos
- 2004 - Colección Grandes
- 2005 - Completo, incompleto
- 2006 - Edición 10.º aniversario La Flaca